# Pogácsás György
Pogácsás György (Hajdúdorog, 1919. február 10. – Budapest, 1977. február 13.) mezőgazdász, egyetemi tanár, politikus.

## Életrajza
1944-ben szerzett oklevelet a debreceni Mezőgazdasági Főiskolán, ahol 1946-ban kapott jogi- és államtudományi doktorátust. 1944–1946 között a főiskola tanára és a kollégium igazgatója volt. 1946-tól az Agrártudományi Egyetem Debreceni Osztályán a növényélettani és kórtani tanszék vezetője volt. 1947–1949 között az Országos Tervhivatal osztályvezető-helyettese volt. 1949–1952 között az Állami Gazdaságok Főigazgatóságának főigazgató-helyettese volt. 1952–1954 között a Minisztertanács Titkárságának osztályvezetője volt. 1954. október 30. és 1956. október 24. között az állami gazdaságok minisztere volt. 1957–1977 között a Gödöllői Agrártudományi Egyetem, mint tanszékvezető egyetemi tanárt alkalmazta. 1976-tól az egyetem tangazdaságának igazgatói tisztségét is ellátta. Több agráregyesület is tagjául választotta. Munkásságát 1976-ban Eötvös Loránd-díjjal ismerték el.